# Elektra (jméno)
Elektra je ženské křestní jméno řeckého původu. Je odvozeno ze slova ηλεκτρον (élektron) znamenající jantarově žlutý a jantar.

## V řeckých mýtech
- Élektra, mstitelka smrti svého otce, mykénského krále Agamemnóna
- Élektra, dcera Titána Atlanta a Pléioné
- Élektra, dcera Titána Okeána a jeho manželky Téthys

## Další fiktivní postavy
- Élektra (muzikál), postava v muzikálu Kočky
- Elektra King, bond girl z filmu Jeden svět nestačí (1999), ztvárněná Sophie Marceau

## Známé nositelky
- Carmen Electra, americká herečka, modelka a zpěvačka
- Electra, profesionální modelingové jméno Efvy Attling
- Electra Avellan, venezuelská herečka
- Elektra Müller, dcera fotografky Zlatuše Müller a jejího manžela Rostislava